# Laver Cup 2022
Laver Cup 2022 byl pátý ročník tenisové soutěže dvou šestičlenných mužských týmů, který se konal v londýnské O2 Areně mezi 23. až 25. zářím 2022 na dvorci s tvrdým povrchem. V jedenácti z plánovaných dvanácti zápasů se utkaly hráči Evropy s tenisty výběru světa. Kapitány družstev se popáté staly tenisové legendy a bývalí rivalové, Švéd Björn Borg na straně Evropy a Američan John McEnroe ve výběru světa. Jejich zástupci pak Thomas Enqvist a Patrick McEnroe.
Čtyřnásobným obhájcem trofeje byl evropský tým, který po druhém dni ztratil vedení 8–4. Po třech nedělních porážkách Evropanů se poprvé vítězem stal tým světa v poměru 13–8. Nejvyšším počtem šesti bodu k výhře přispěl Kanaďan Félix Auger-Aliassime. V závěrečné dvouhře odvrátil Američan Frances Tiafoe čtyři mečboly Řeka Stefanose Tsitsipase a dokonal obrat světového výběru.
Poprvé a naposledy se v jednom týmu potkali členové tzv. Velké čtyřky – Federer, Nadal, Djoković a Murray, kteří vyhráli 66 ze 76 předchozích grandslamů včetně všech ročníků Wimbledonu od roku 2003, a zvítězili na 329 turnajích i ve 4 043 zápasech okruhu ATP Tour. Naposledy předtím všichni do jediného turnaje zasáhli na Australian Open 2019.
V páteční čtyřhře ukončil 24letou profesionální kariéru dvacetinásobný grandslamový vítěz a bývalá světová jednička Roger Federer, jenž na okruhu absentoval pro zranění kolena od vyřazení ve Wimbledonu 2021. S Rafealem Nadalem podlehli Američanům Jacku Sockovi a Francesi Tiafoeovi, přestože měli v supertiebreaku mečbol.

## Výběr tenistů
Jako první z evropského výběru potvrdili 3. února 2022 účast Španěl Rafael Nadal a Švýcar Roger Federer. Ve světovém týmu pak 17. června souhlasili se startem Kanaďan Félix Auger-Aliassime, Američan Taylor Fritz a Argentinec Diego Schwartzman. O dvanáct dní později se k Evropanům připojil Brit Andy Murray, jenž měl v soutěži debutovat. Srb Novak Djoković oznámil účast 22. července.
Američan Jack Sock se ke světovému družstvu počtvrté připojil 2. srpna. Osm dnů poté potvrdili účast Řek Stefanos Tsitsipas a Nor Casper Ruud, čímž zkompletovali evropskou sestavu. Poslední výběr do světové ekipy provedl John McEnroe 25. srpna, když přizval Američana Johna Isnera s Australanem Alexem de Minaurem. Isner však následně odstoupil pro zranění a jeho místo obsadil americký semifinalista US Open Frances Tiafoe, který v září 2022 premiérově pronikl do elitní světové dvacítky. Do turnaje zasáhl potřetí, po úvodních dvou ročnících v Praze a Chicagu.
V úvodní hrací den nastoupil Federer do posledního, 1 750. zápasu kariéry na okruhu ATP Tour, když s Nadalem zasáhl do čtyřhry. Účasti v původně plánované závěrečné sobotní dvouhře se zřekl. Zastoupil jej první náhradník, Ital Matteo Berrettini. Podle pravidel Laver Cupu, které Švýcar spoluvytvářel, však každý z dvanácti startujících měl povinnost odehrát dvouhru v prvních dvou dnech soutěže. Federer tak po dohodě s oběma kapitány obdržel výjimku. Poslední dvouhru v rámci profesionální dráhy odehrál 7. července 2021 ve čtvrtfinále Wimbledonu, na den přesně 23 let od svého singlového debutu, který učinil 7. července 1998 na úvod Rado Open 1998 v Gstaadu. Po páteční čtyřhře odstoupil z osobních důvodů také Nadal, kterého vystřídal osmý muž světa, Brit Cameron Norrie.

## Týmy

### Evropa
| Tenista            | stát               | ATP  | tituly 2022                                                               | potvrzení účasti  |
| Casper Ruud        | Norsko             | 2.   | Argentina Open Geneva Open Swiss Open Gstaad                              | 10. srpna 2022    |
| Rafael Nadal       | Španělsko          | 3.   | Melbourne Summer Set Australian Open Acapulco Mexicano Telcel French Open | 3. února 2022     |
| Stefanos Tsitsipas | Řecko              | 6.   | Monte-Carlo Masters Mallorca Championships                                | 10. srpna 2022    |
| Novak Djoković     | Srbsko             | 7.   | Wimbledon                                                                 | 22. července 2022 |
| Roger Federer      | Švýcarsko          | 9.PR |                                                                           | 3. února 2022     |
| Andy Murray        | Spojené království | 43.  |                                                                           | 29. června 2022   |
| Náhradníci         |                    |      |                                                                           |                   |
| Matteo Berrettini  | Itálie             | 15.  | BOSS Open cinch Championships                                             |                   |
| Cameron Norrie     | Spojené království | 8.   | Delray Beach Open Lyon Open                                               |                   |

### Svět
| Tenista               | stát          | ATP  | tituly 2022                                        | potvrzení účasti |
| Taylor Fritz          | Spojené státy | 12.  | BNP Paribas Open Rothesay International Eastbourne | 17. června 2022  |
| Félix Auger-Aliassime | Kanada        | 13.  | Rotterdam Open                                     | 17. června 2022  |
| Diego Schwartzman     | Argentina     | 17.  |                                                    | 17. června 2022  |
| Frances Tiafoe        | Spojené státy | 19.  |                                                    | 13. září 2022    |
| Alex de Minaur        | Austrálie     | 22.  | Atlanta Open                                       | 25. srpna 2022   |
| Jack Sock             | Spojené státy | 128. |                                                    | 2. srpna 2022    |
| Náhradník             |               |      |                                                    |                  |
| Tommy Paul            | USA           | 29.  |                                                    | ´                |

## Program
| Laver Cup 2022                      |                                  |                                 |                         |      |        |
| Zápas                               | Evropa                           | Svět                            | výsledek                | stav | zdroj  |
| Pátek – 23. září (1 bod za výhru)   |                                  |                                 |                         |      |        |
| 1. dvouhra                          | Casper Ruud                      | Jack Sock                       | 6–4, 5–7, [10–7]        | 1:0  | [ 20 ] |
| 2. dvouhra                          | Stefanos Tsitsipas               | Diego Schwartzman               | 6–2, 6–1                | 2:0  | [ 21 ] |
| 3. dvouhra                          | Andy Murray                      | Alex de Minaur                  | 7–5, 3–6, [7–10]        | 2:1  | [ 22 ] |
| 1. čtyřhra                          | Roger Federer Rafael Nadal       | Frances Tiafoe Jack Sock        | 6–4, 6–7(2–7), [9–11]   | 2:2  | [ 23 ] |
| Sobota – 24. září (2 body za výhru) |                                  |                                 |                         |      |        |
| 4. dvouhra                          | Matteo Berrettini                | Félix Auger-Aliassime           | 7–6(13–11), 4–6, [10–7] | 4:2  | [ 24 ] |
| 5. dvouhra                          | Cameron Norrie                   | Taylor Fritz                    | 1–6, 6–4, [8–10]        | 4:4  | [ 25 ] |
| 6. dvouhra                          | Novak Djoković                   | Frances Tiafoe                  | 6–1, 6–3                | 6:4  | [ 26 ] |
| 2. čtyřhra                          | Matteo Berrettini Novak Djoković | Alex de Minaur Jack Sock        | 7–5, 6–2                | 8:4  | [ 27 ] |
| Neděle – 25. září (3 body za výhru) |                                  |                                 |                         |      |        |
| 3. čtyřhra                          | Matteo Berrettini Andy Murray    | Félix Auger-Aliassime Jack Sock | 6–2, 3–6, [8–10]        | 8:7  | [ 28 ] |
| 7. dvouhra                          | Novak Djoković                   | Félix Auger-Aliassime           | 3–6, 6–7(3–7)           | 8:10 | [ 29 ] |
| 8. dvouhra                          | Stefanos Tsitsipas               | Frances Tiafoe                  | 6–1, 6–7(11–13), [8–10] | 8:13 | [ 30 ] |
| 9. dvouhra                          | Casper Ruud                      | Taylor Fritz                    | nehráno                 |      |        |

| Vítěz           |
| Svět – 1. titul |
| Evropa–Svět 4:1 |

## Statistiky
| Tenista               | tým    | stát               | zápasy | bilance zápasů | bilance zápasů | bilance zápasů | bilance bodů | bilance bodů | bilance bodů |
| Tenista               | tým    | stát               | zápasy | dvouhra        | čtyřhra        | celkem         | dvouhra      | čtyřhra      | celkem       |
| Félix Auger-Aliassime | Svět   | Kanada             | 3      | 1–1            | 1–0            | 2–1            | 3–2          | 3–0          | 6–2          |
| Matteo Berrettini     | Evropa | Itálie             | 3      | 1–0            | 1–1            | 2–1            | 2–0          | 2–3          | 4–3          |
| Alex de Minaur        | Svět   | Austrálie          | 2      | 1–0            | 0–1            | 1–1            | 1–0          | 0–2          | 1–2          |
| Novak Djoković        | Evropa | Srbsko             | 3      | 1–1            | 1–0            | 2–1            | 2–3          | 2–0          | 4–3          |
| Roger Federer         | Evropa | Švýcarsko          | 1      | 0–0            | 0–1            | 0–1            | 0–0          | 0–1          | 0–1          |
| Taylor Fritz          | Svět   | USA                | 1      | 1–0            | 0–0            | 1–0            | 2–0          | 0–0          | 2–0          |
| Andy Murray           | Evropa | Spojené království | 2      | 0–1            | 0–1            | 0–2            | 0–1          | 0–3          | 0–4          |
| Rafael Nadal          | Evropa | Španělsko          | 1      | 0–0            | 0–1            | 0–1            | 0–0          | 0–1          | 0–1          |
| Cameron Norrie        | Evropa | Spojené království | 1      | 0–1            | 0–0            | 0–1            | 0–2          | 0–0          | 0–2          |
| Casper Ruud           | Evropa | Norsko             | 1      | 1–0            | 0–0            | 1–0            | 1–0          | 0–0          | 1–0          |
| Diego Schwartzman     | Svět   | Argentina          | 1      | 0–1            | 0–0            | 0–1            | 0–1          | 0–0          | 0–1          |
| Jack Sock             | Svět   | USA                | 4      | 0–1            | 2–1            | 2–2            | 0–1          | 4–2          | 4–3          |
| Frances Tiafoe        | Svět   | USA                | 3      | 1–1            | 1–0            | 2–1            | 3–2          | 1–0          | 4–2          |
| Stefanos Tsitsipas    | Evropa | Řecko              | 2      | 1–1            | 0–0            | 1–1            | 1–3          | 0–0          | 1–3          |